# كالبايوغ
كالبايوغ (بالإنجليزية: Calbayog) هي مدينة في الفلبين، تتبع سامار، بلغ عدد سكانها 183٬851  نسمة، في 15 أغسطس 2015، تبلغ مساحتها 880٫74 كيلومتر مربع، رمزها البريدي هو 6710.

## الموقع
تشترك في الحدود مع:
- Bobon [الإنجليزية]‏
- San Isidro, Northern Samar [الإنجليزية]‏
- Silvino Lobos [الإنجليزية]‏
- Victoria, Northern Samar [الإنجليزية]‏
- Mondragon, Northern Samar [الإنجليزية]‏
- Gandara, Samar [الإنجليزية]‏
- Lope de Vega, Northern Samar [الإنجليزية]‏
- Santa Margarita, Samar [الإنجليزية]‏
- Santo Niño, Samar [الإنجليزية]‏.

## أعلام
- بيدرو دين
- خوسيه أفيلينو